# Constantin Mille

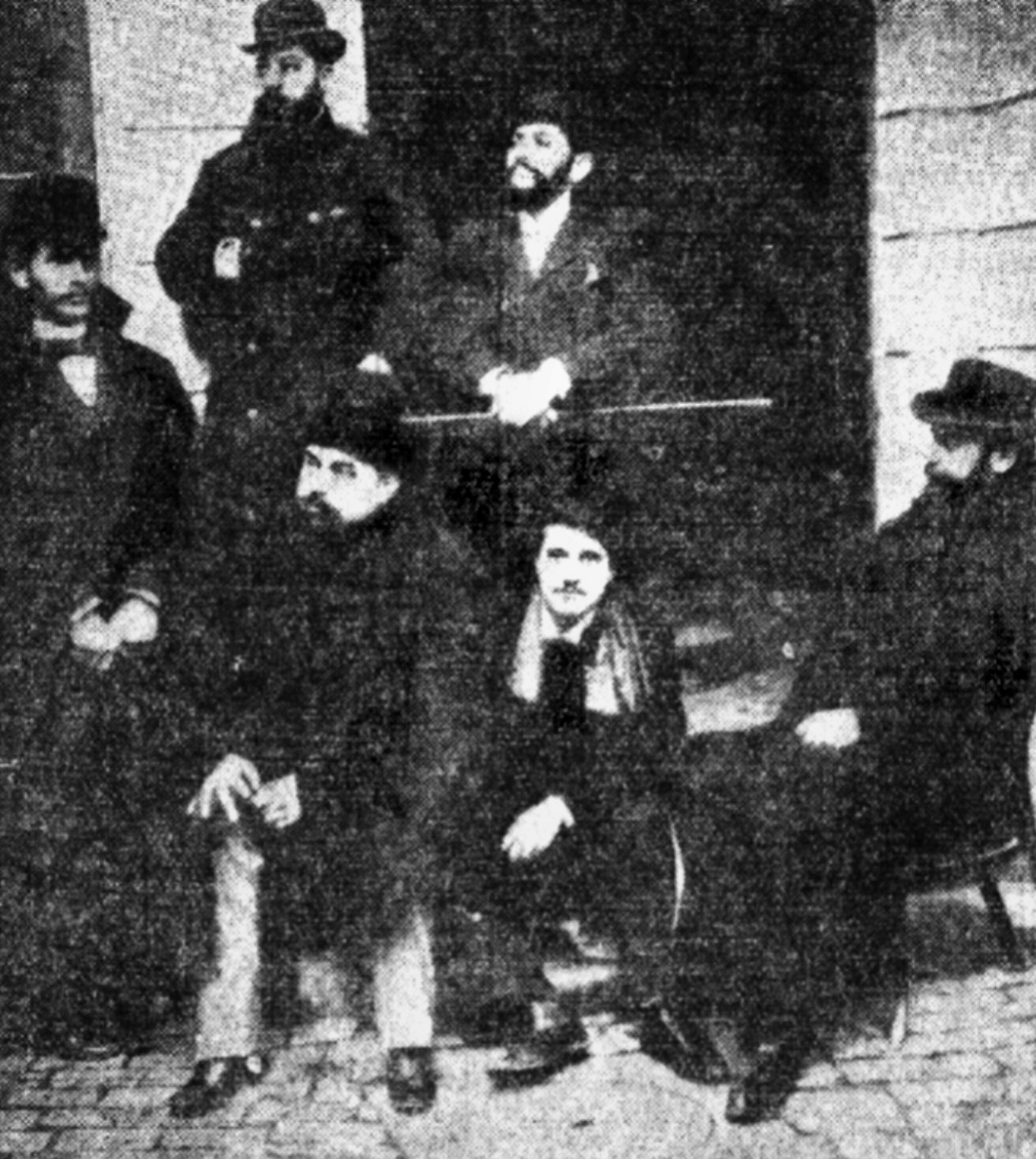
Constantin Mille

Constantin Mille (n. 21 decembrie 1861, Iași, Principatele Unite ale Moldovei și Țării Românești – d. 20 februarie 1927) a fost un ziarist, nuvelist, poet, avocat și militant socialist român, precum și un activist prominent pentru apărarea drepturilor omului.

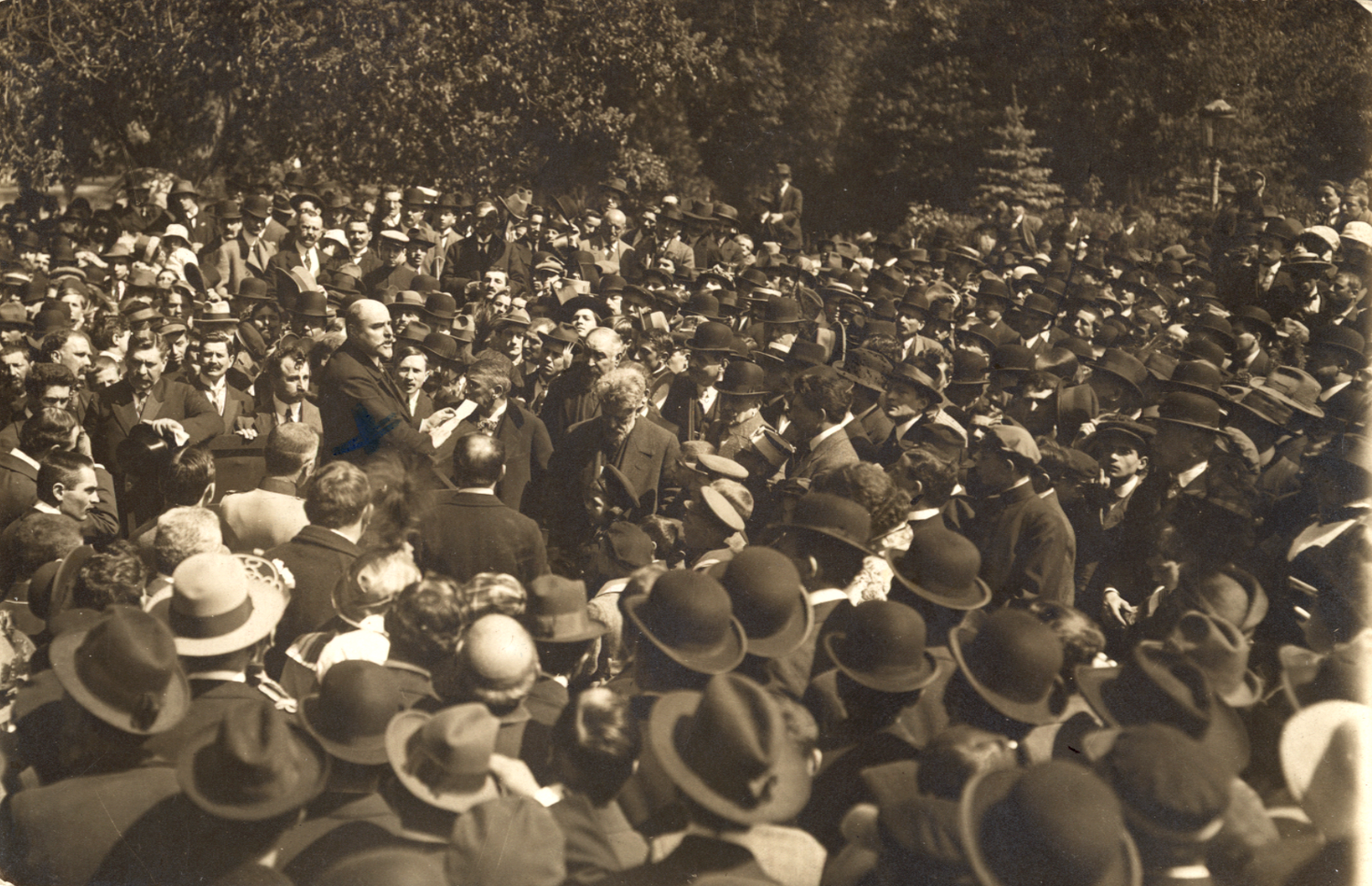

Constantin Mille a fost deputat de Teleorman în legislatura 1899-1903 și din nou în perioada 1907-1911.